# Mabalacat
Mabalacat è una municipalità di prima classe delle Filippine, situata nella Provincia di Pampanga, nella regione di Luzon Centrale.
Mabalacat è formata da 27 baranggay:
- Atlu-Bola
- Bical
- Bundagul
- Cacutud
- Calumpang
- Camachiles
- Dapdap
- Dau
- Dolores
- Duquit
- Lakandula
- Mabiga
- Macapagal Village
- Mamatitang

- Mangalit
- Marcos Village
- Mawaque
- Paralayunan
- Poblacion
- San Francisco
- San Joaquin
- Santa Ines
- Santa Maria
- Santo Rosario
- Sapang Belen
- Sapang Biabas
- Tabun